# The Color Before the Sun
The Color Before the Sun es el octavo álbum de estudio de la banda estadounidense de rock progresivo Coheed and Cambria. Tras el álbum doble conceptual The Afterman: Ascension y Descension, lanzados en 2012 y 2013 respectivamente, The Color Before the Sun es el primer álbum no conceptual que la banda ha lanzado, lo que lo convierte en el único álbum de Coheed and Cambria que no forma parte de la historia de The Amory Wars. La banda lanzó una versión acústica en vivo de "Atlas" en agosto de 2014 y anunció una fecha de lanzamiento para el 9 de octubre en julio del año siguiente, antes de anunciar un aplazamiento al 16 de octubre de 2015. 
El primer sencillo fue "You Got Spirit, Kid", lanzado en julio de 2015, con un video musical de la canción lanzado en agosto. Un segundo video musical, para la canción "Island", fue lanzado en octubre.

## Lista de canciones
| N.º | Título                  | Duración |  |
| 1.  | «Island»                | 5:01     |  |
| 2.  | «Eraser»                | 3:52     |  |
| 3.  | «Colors»                | 4:41     |  |
| 4.  | «Here to Mars»          | 4:01     |  |
| 5.  | «Ghost»                 | 2:45     |  |
| 6.  | «Atlas»                 | 6:03     |  |
| 7.  | «Young Love»            | 3:50     |  |
| 8.  | «You Got Spirit, Kid»   | 4:11     |  |
| 9.  | «The Audience»          | 6:10     |  |
| 10. | «Peace to the Mountain» | 6:33     |  |

## Créditos
- Claudio Sanchez – vocalista, guitarra
- Travis Stever – guitarra, coros
- Zach Cooper – bajo, coros
- Josh Eppard – batería